# Strana slobody
Strana slobody (česky Strana svobody) vznikla na jaře 1946, kdy ji založil Vavro Šrobár. Vznikla odštěpením ze slovenské Demokratické strany jako Kresťansko-republikánska strana. Pod tímto názvem ji Národní fronta odmítla přijmout a tak došlo k přejmenování na Stranu slobody a 1. dubna 1946 se stala součástí Národní fronty. Jejím cílem bylo oslovit hlavně voliče katolického vyznání. Komunisté očekávali, že by tak mohla odčerpat voliče Demokratické strany a tím jí oslabit. Kráce poté došlo ke zveřejnění tzv. „dubnové dohody“ mezi vedením Demokratické strany a představiteli katolicismu a novoluďáctví. Tím strana přišla o možnost výraznějšího úspěchu ve volbách v červnu 1946. V těch obdržela hlasy necelých 4 % slovenských voličů a v parlamentu získala pouze tři mandáty. Ve vládě Klementa Gottwalda ustavené po volbách svého ministra neměla. Neúčastnila se tak únorové krize v roce 1948. Po rekonstrukci vlády byl její bývalý předseda Vavro Šrobár jmenován ministrem pro sjednocení zákonů. 
Tiskovým orgánem Strany slobody byl týdeník Sloboda.
Po sametové revoluci se zúčastnila prvních demokratických parlamentních voleb v roce 1990, v nichž však nezaznamenala dostatečný úspěch na zisk mandátu (1,78 %). V roce 1992 se do strany sloučila nacionalistická Strana národného zjednotenia Slovákov, po kterém se strana přejmenovala na Strana slobody – Strana národného zjednotenia. Po neúspěchu ve volbách v roce 1992 strana 20. června 1992 přerušila činnost. Majetek strany převzalo Slovenské kresťansko-demokratické hnutie. V roce 1994 předseda Silvester Minarovič konstatoval, že ke sloučení nedošlo a obnovil činnost strany. Ve volbách v roce 1994 Silvester Minarovič kandidoval za Demokratickou únii Slovenska.

## Předsedové
- Vavro Šrobár (1946)
- Jozef Dieška (1946–1948)
- Pavol Blaho (1948)
- Vincent Pokojný (1948–1956)
- Michal Žákovič (1956–1986)
- Kamil Brodziansky (1986–1989)
- Dušan Metod Janota (1989–1990)
- Jozef Sirotňák (1990–1991)
- Silvester Minarovič (1991–)

## Volební výsledky

### Volby do parlamentu Československa na Slovensku
| Volby | Hlasy      | Hlasy      | Mandáty | Mandáty | Pozice | Postavení |
| Volby | Abs.       | %          | Abs.    | ±       | Pozice | Postavení |
| ----- | ---------- | ---------- | ------- | ------- | ------ | --------- |
| 1946  | 60 195     | 3,7        | 3/69    | ▲3      | ▲3.    | Podpora   |
| 1948  | Součást NF | Součást NF | 5/71    | ▲2      | ▬3.    | Blok      |
| 1954  | Součást NF | Součást NF | 4/100   | ▼1      | ▬3.    | Blok      |
| 1960  | Součást NF | Součást NF | 2/75    | ▼2      | ▬3.    | Blok      |
| 1964  | Součást NF | Součást NF | 5/83    | ▲3      | ▬3.    | Blok      |
| 1971  | Součást NF | Součást NF | 4/63    | ▼1      | ▲2.    | Blok      |
| 1976  | Součást NF | Součást NF | 2/64    | ▼2      | ▼3.    | Blok      |
| 1981  | Součást NF | Součást NF | 2/64    | ▬0      | ▲2.    | Blok      |
| 1986  | Součást NF | Součást NF | 2/66    | ▬0      | ▬2.    | Blok      |
| 1990  | 49 012     | 1.2        | 0/49    | ▼2      | ▼7.    | –         |